# Верхнеказмашевский сельсовет
Верхнеказмашевский сельсовет — упразднённый в 1998 году административно-территориальная единица в составе Караидельского района. Объединен с Кирзинским сельсоветом. Код ОКАТО (упразднённый) 80 234 820 9.

## Топоним
Назван по деревне Верхний Казмаш.

## Состав сельсовета
Состав сельсовета: с. Александровка — административный центр, д. Тат-Кудаш, Каинчак.
До 1994 года входила деревня Верхний Казмаш.
В 1993 году передана деревня Мата из Верхнеказмашевского сельсовета в состав Новобердяшского сельсовета (Указ от 29 марта 1993 года № 6-2/125 «О передаче деревни Мата Верхнеказмашевского сельсовета в состав Новобердяшского сельсовета Караидельского района»).
До 1986 года в состав села входила деревня Николаевка (Указ Президиума ВС Башкирской АССР от 12.12.1986 N 6-2/396 «Об исключении из учётных данных некоторых населенных пунктов»)

## История
Закон Республики Башкортостан от 29.05.1998 N 163-з «Об упразднении Верхнеказмашевского сельсовета Караидельского района Республики Башкортостан» гласил:

Статья 1. Упразднить Верхнеказмашевский сельсовет Караидельского района Республики Башкортостан.

Статья 2. Передать территорию Верхнеказмашевского сельсовета в состав Кирзинского сельсовета Караидельского района Республики Башкортостан.

## Известные жители
В селении Верхний Казмаш родился будущий Герой Советского Союза Николай Кириллович Романов (24.04.1919 — 20.10.1943).